# Make Believe (canção de Toto)
"Make Believe" é um canção da banda norte-americana Toto. Lançado em 1982 como segundo single do álbum Toto IV, alcançou a 19ª posição da revista Cash Box e 30ª posição na Billboard Hot 100.
Além disso, a canção foi destaque na trilha sonora para o jogo eletrônico Grand Theft Auto: Vice City Stories.[carece de fontes?]

## Ficha técnica
Toto
- Bobby Kimball - líder e vocal de apoio
- Steve Lukather - guitarras, vocal de apoio
- David Paich - pianos, sintetizador, vocal de apoio
- Steve Porcaro - sintetizador
- David Hungate - baixo
- Jeff Porcaro - bateria, percussão

Músicos adicionais
- Tom Kelly - vocal de apoio
- Jon Smith - saxofone